# Aeropuerto La Managua
El Aeropuerto La Managua (IATA: XQP OACI: MRQP) es un aeropuerto cerca de Quepos, Costa Rica. Está ubicado aproximadamente a 5 km de la ciudad. Desde 1992 y gracias al esfuerzo de la familia Artiñano Ortiz, dueños de los terrenos aledaños a la pista, adecuaron el hangar en el cual guardaban su avión, para poder dar el servicio de terminal aérea a los turistas que visitan la región. Antes de esto los turistas debían esperar sus vuelos en una casita pegada a la cabecera de pista y esto hacia las operaciones peligrosas cuando las condiciones climatológicas se volvían adversas.
Ahora se cuenta con una terminal aérea llamada "Hangar Uno". Esta misma provee al turista, cuenta con sanitarios, asientos para espera, áreas verdes, recepción de aerolíneas, servicio de maletas, servicio de transporte proporcionado por taxis y la cual tiene servicio de transporte privado y tours para la agencia Tucanes Tours además de shuttle locales.
Este aeropuerto sirve a la ciudad de Quepos y Manuel Antonio, operando más de 25 vuelos diarios provenientes de cualquier aeropuerto de Costa Rica, es el principal aeropuerto de la zona Pacífico Central de Costa Rica y uno de los más importantes en movimientos de pasajeros.
Sirve de Hub secundario para la aerolínea local Sansa y Aerobell. Ofreciendo vuelos regulares y chárter a nivel nacional. 

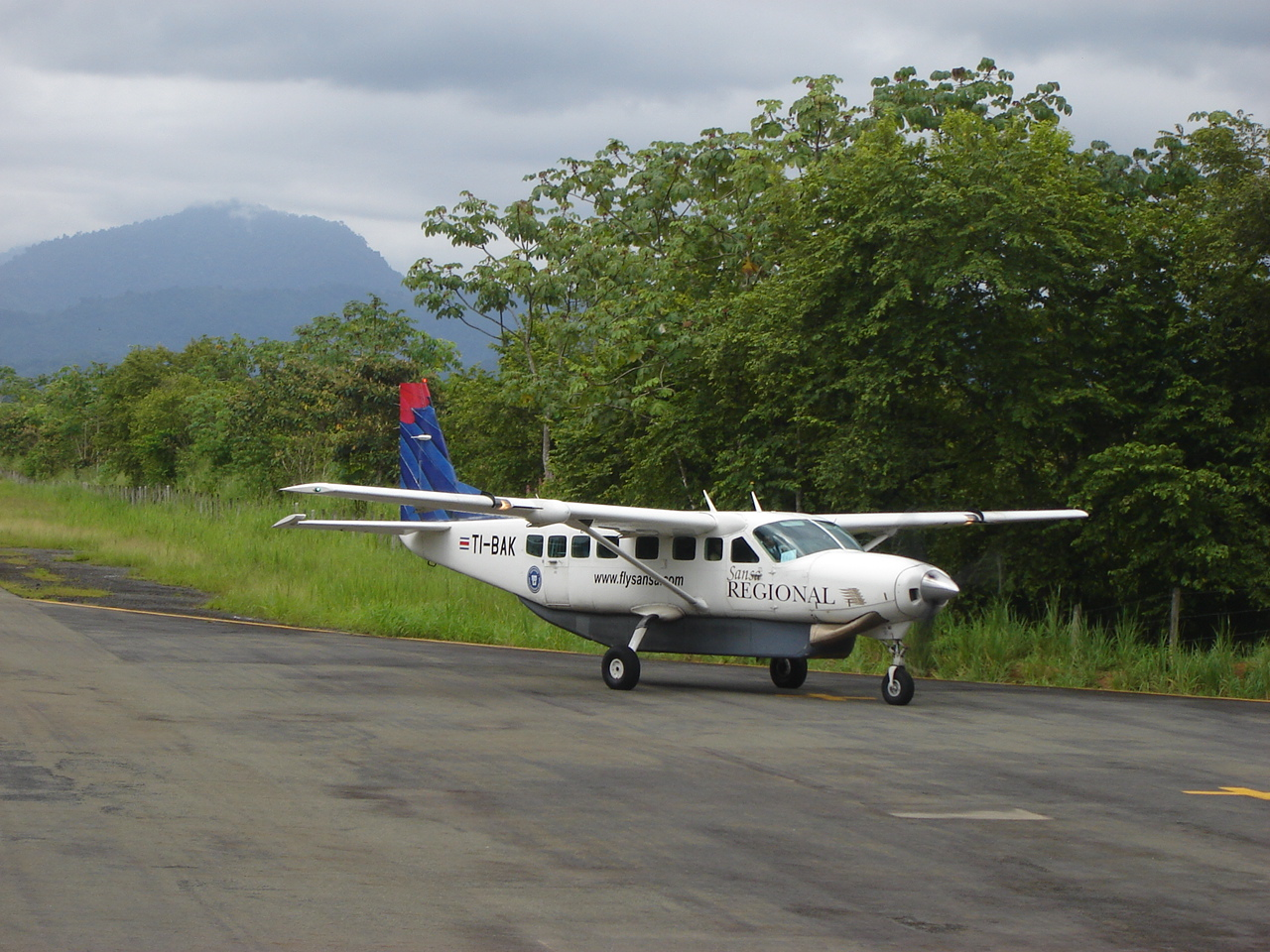
El TI-BAK de Sansa (Cessna 208B Grand Caravan) arriba a MRQP.

## Aerolíneas y destinos

### Pasajeros
| Aerolíneas               | Destinos                 |
| ------------------------ | ------------------------ |
| Aerobell Airlines        | San José–Tobías Bolaños  |
| Costa Rica Green Airways | San José–Juan Santamaría |
| SANSA                    | San José–Juan Santamaría |

### Vuelos chárter
- Aviones Taxi Aéreo S. A. (San José)
- Aerobell Airlines
- Sansa
- Carmona Air
- Skyway Airlines
- Costa Rica Green Airlines
- TAG Airlines
- La Costeña (código compartido con Sansa)